# توم دنت
توم دنت هو سياسي أمريكي، ولد في 11 يناير 1950 في نامبا في الولايات المتحدة. نشط حزبياً في الحزب الجمهوري. وقد انتخب عضو مجلس نواب واشنطن ‏.